# ʿAlī ibn ʿUṯmān ibn at-Turkumānī
ʿAbd al-ʿAzīz ibn ʿAlī ibn ʿUṯmān ibn Ibrāhīm ibn Muṣṭafā al-Māridinī ibn at-Turkumānī (gest. 1348) war ein hanafitischer Richter, Jurist und Lehrer der Sahīh-Sammlung al-Buchārīs in Ägypten. Zu seinen Schülern zählte unter anderem auch Zaīn ad-Dīn al-ʿIrāqī.